# Dr Disrespect
Herschel „Guy“ Beahm IV (* 10. března 1982), známý jako Dr. Disrespect nebo The Doc, je americký streamer. Proslavil se hraním her, jako jsou Call of Duty: Black Ops 4, H1Z1 a PUBG: Battlegrounds.

## Mládí
Narodil se 10. března 1982. V roce 2005 získal bakalářský titul v oboru Business Administration, se specializací na marketingový management, na California State Polytechnic University, Pomona, kde hrál basketbal.
Na vysoké škole začal hrát Halo: Combat Evolved a Halo 2.

## Kariéra
Dne 12. ledna 2010 zveřejnil své první video na svůj YouTube kanál „Dr Disrespect“. Diváky si začal získávat svým vtipným komentářem.
V roce 2014 se připojil na Justin.tv (ze kterého se později stal Twitch) a ke konci roku 2015 se začal věnovat převážně této platformě.
Popularitu si získal hraním battle royale her jako jsou H1Z1, PUBG: Battlegrounds a Call of Duty: Black Ops 4. Později streamoval také Apex Legends, Call of Duty: Warzone, Fortnite Battle Royale a Fall Guys.
Známý se stal jeho oděv, který během streamů nosí – tmavá paruka, knír a brýle.

### Vývojářská kariéra
V roce 2011 začal pracovat ve společnosti Sledgehammer Games. Pracoval například na level designu videohry Call of Duty: Advanced Warfare. Ze studia odešel v roce 2015, kvůli většímu zaměření na stream.

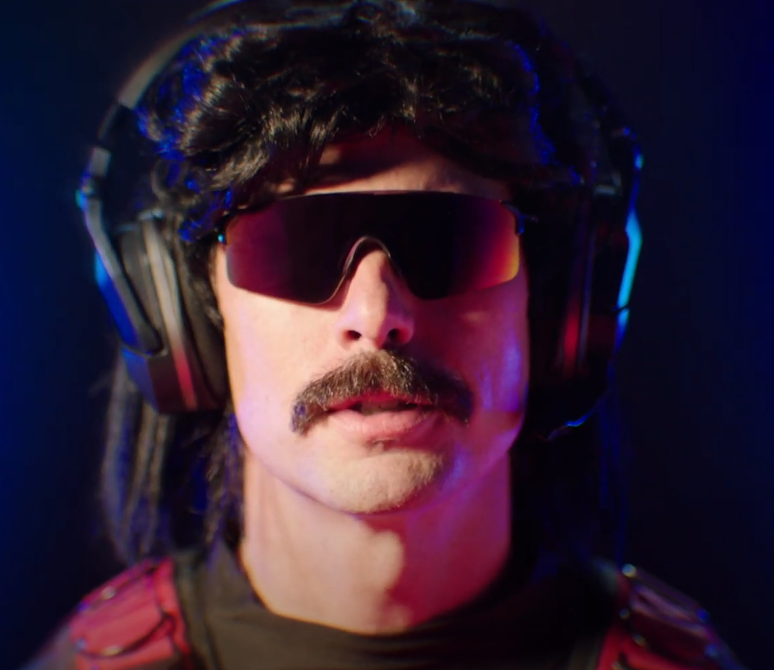
Dr Disrespect v roce 2021

## Kontroverze
Dne 11. června 2019 byl jeho kanál na Twitchi suspendován, poté co natáčel lidi na záchodech během akce Electronic Entertainment Expo.
V červnu 2020 byl tehdy z nezveřejněných důvodů trvale zabanován z Twitche. O měsíc později se vrátil ke streamování na YouTube. V červnu 2024 bývalí zaměstnanci Twitche prozradili, že důvodem jeho zákazu byl sexting v roce 2017 s nezletilou osobou pomocí funkce Twitch Whisper. Toto tvrzení potvrdil a zprávy označil za nevhodné. Následně mu byl jeho kanál na YouTube demonetizován a vyřazen z partnerského programu platformy a jeho partnerství bylo pozastaveno.

## Osobní život
Je ženatý a má dceru. Bydlí v okrese San Diego, Kalifornie. V prosinci 2017 se v živém vysílání přiznal, že podváděl svou manželku, a na několik měsíců přestal vysílat, než se v únoru 2018 vrátil.

## Ocenění a nominace
| Rok  | Ocenění                 | Kategorie            | Výsledek |
| ---- | ----------------------- | -------------------- | -------- |
| 2017 | Esports Industry Awards | Streamer of the Year | Výhra    |
| 2017 | The Game Awards         | Trending Gamer       | Výhra    |
| 2019 | Esports Awards          | Streamer of the Year | Výhra    |
| 2021 | Esports Awards          | Streamer of the Year | Nominace |